# تابستان
تابستان دومین فصل از چهار فصل سال در گاهشماری خورشیدی است و گرم‌ترین فصل سال است. فصل تابستان برای نیمکره شمالی زمین، از اوّل تیرماه شروع شده و تا پایان شهریورماه (۳۱ شهریور) ادامه پیدا می‌کند و شامل سه ماهِ تیر، مرداد و شهریور است. درحالی که همین دورهٔ زمانی برای نیمکرهٔ جنوبی زمستان است و تابستانِ نیمکرهٔ جنوبی متقابلاً هنگامی است که در نیمکرهٔ شمالی زمستان است. این فصل پس از بهار و قبل از پاییز قرار گرفته و فصل گرما و میوه است.

## آب‌وهوا
تابستان به‌طور معمول با هوای گرم یا داغ همراه است. در اقلیم‌های مدیترانه‌ای، تابستان همچنین با هوای خشک بستگی دارد، در هنگامی که در منطقه‌های دیگر (به‌ویژه در شرق آسیا به دلیل بادهای موسمی) با هوای بارانی همراه است. فصل مرطوب، دوره اصلی رشد گیاهان در رژیم اقلیمی ساوانا است. در جایی که فصل مرطوب با تغییر فصلی در جهت بادهای بیش‌وز همراه باشد، به آن مونسون گفته می‌شود.

## فعالیت‌ها
مردم با گذراندن وقت بیشتری در خارج از خانه در تابستان، از هوای گرم‌تر لذت می‌برند. فعّالیت‌هایی مانند سفر به ساحل و پیک‌نیک در ماه‌های تابستان بیشتر رخ می‌دهد. ورزش‌هایی مانند فوتبال، بسکتبال، فوتبال آمریکایی، والیبال، اسکیت بورد، بیسبال، سافتبال، کریکت، تنیس و گلف بازی می‌کنند. ورزش‌های آب نیز پرطرفدار هستند؛ این شامل اسکی روی آب، شنا، گشت و گذار با قایق، جت‌اسکی و دیگر تفریحات مشابه است. همچنین کودکان در تابستان بیشتر به دوچرخه‌سواری می‌پردازند.

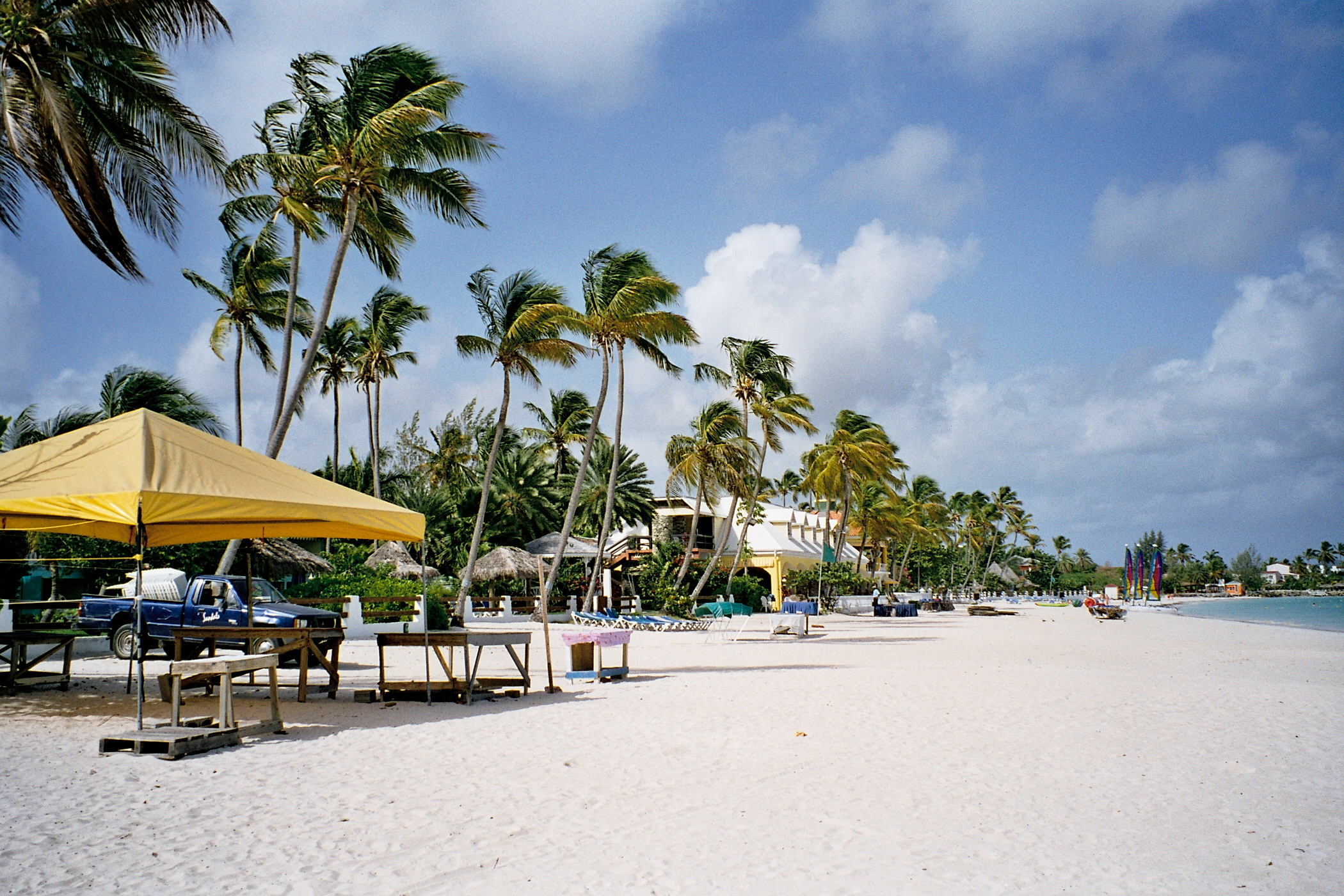
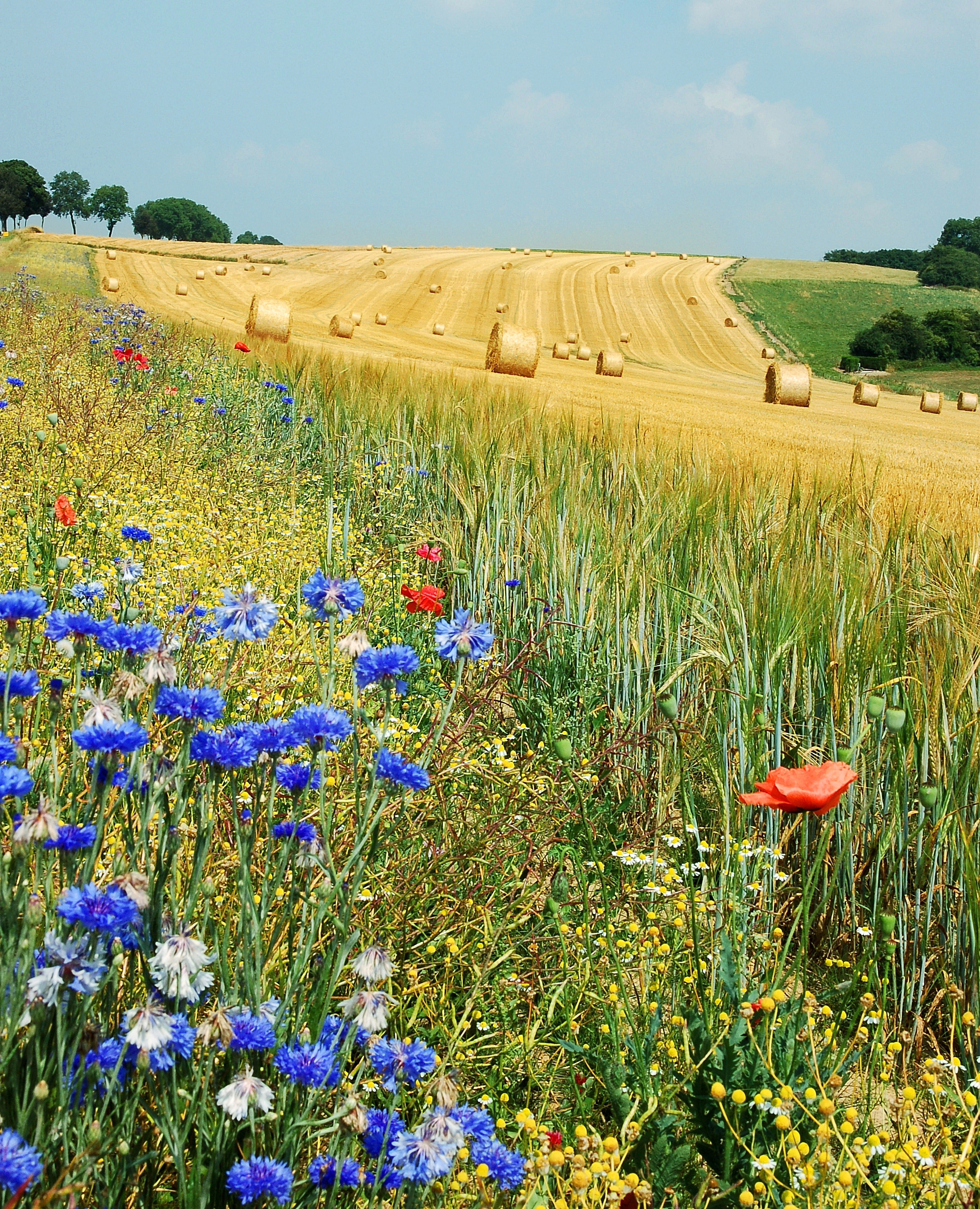
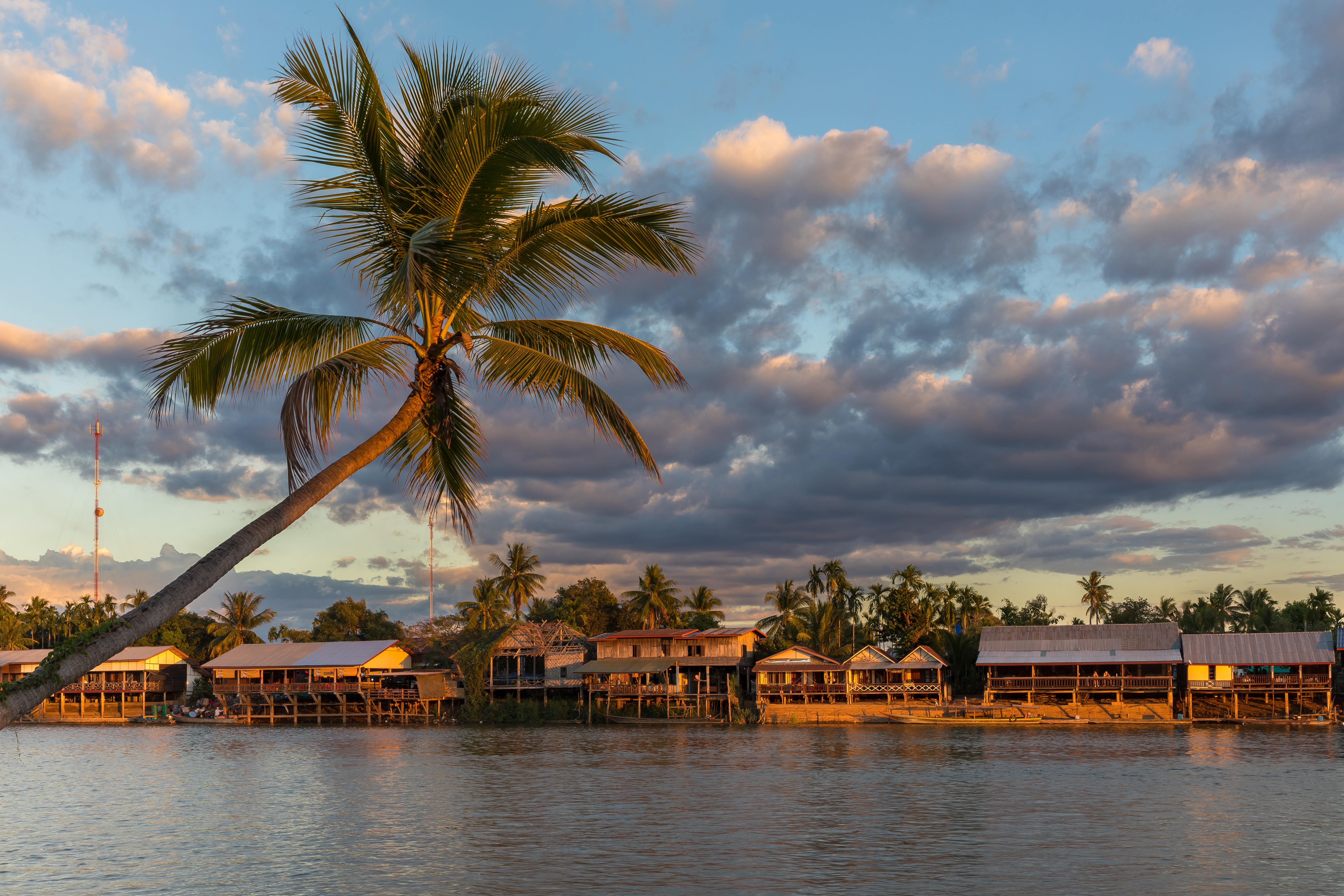
تابستان در لائوس
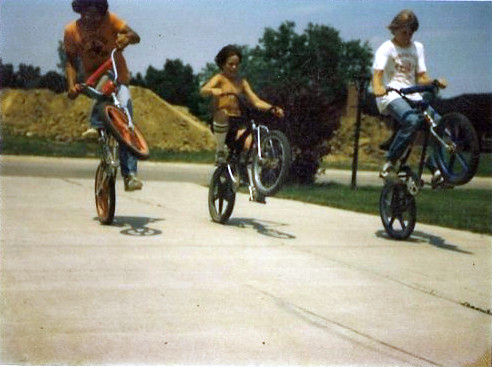
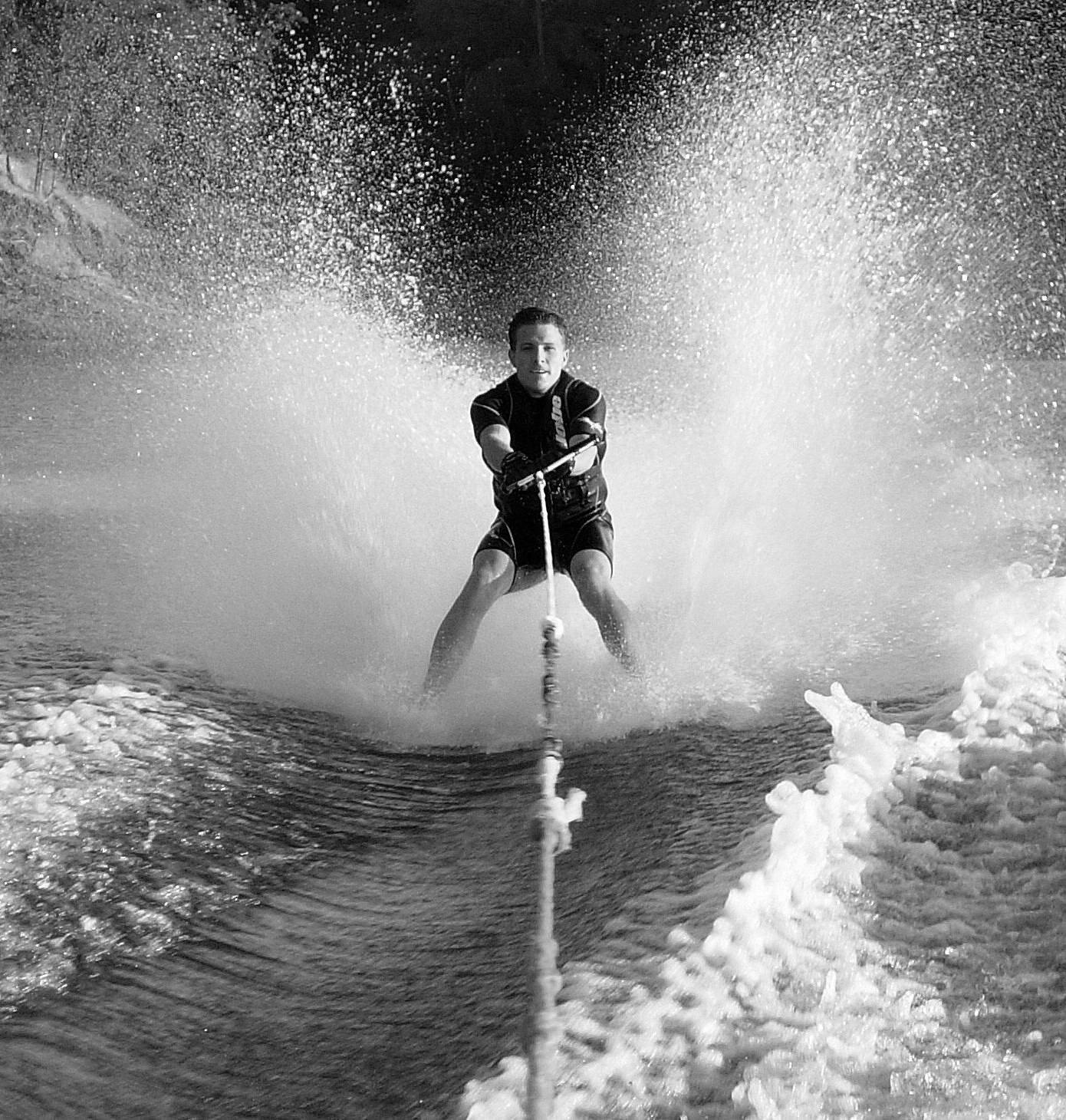
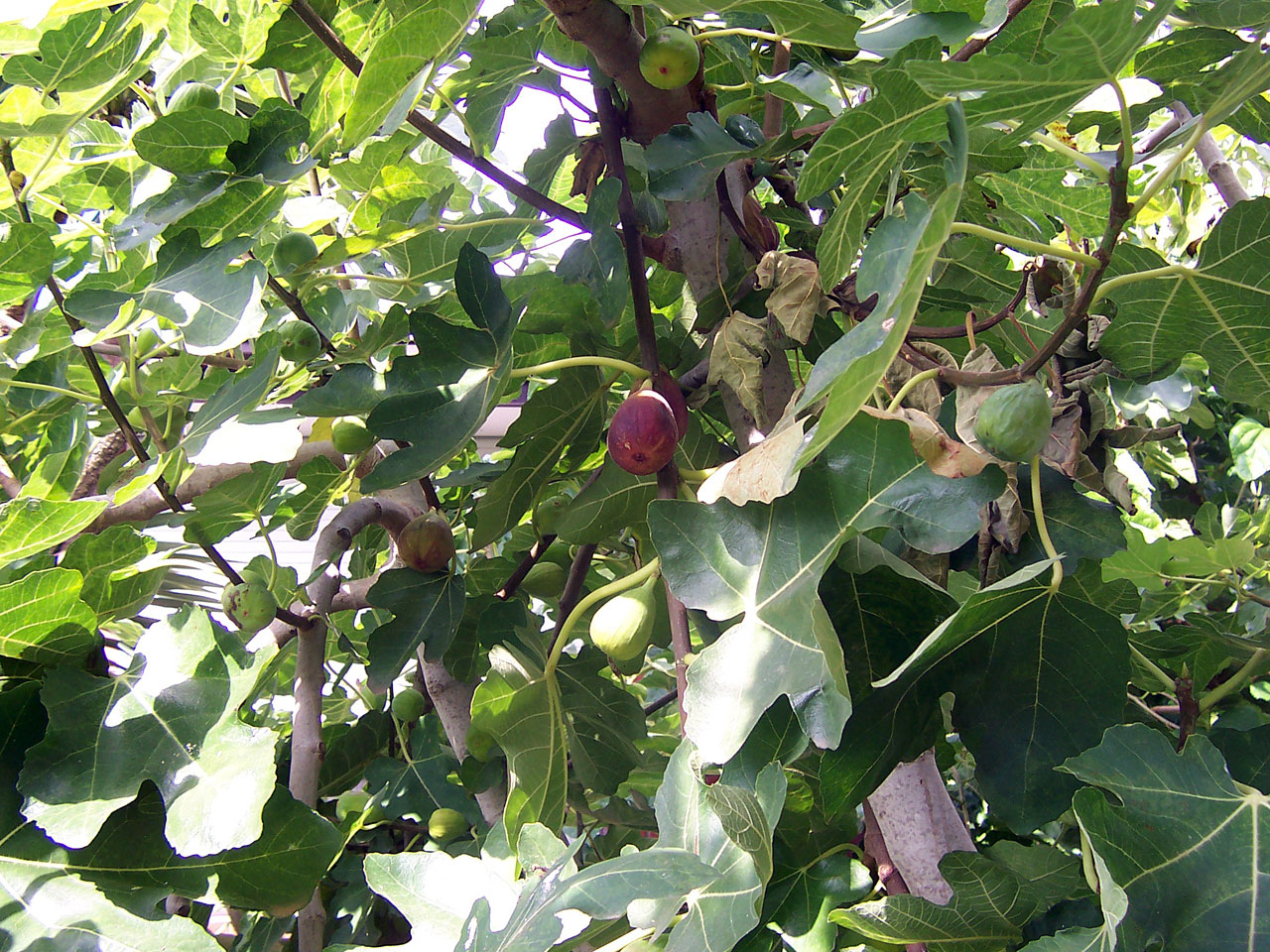
انجیر از میوه‌های تابستانی
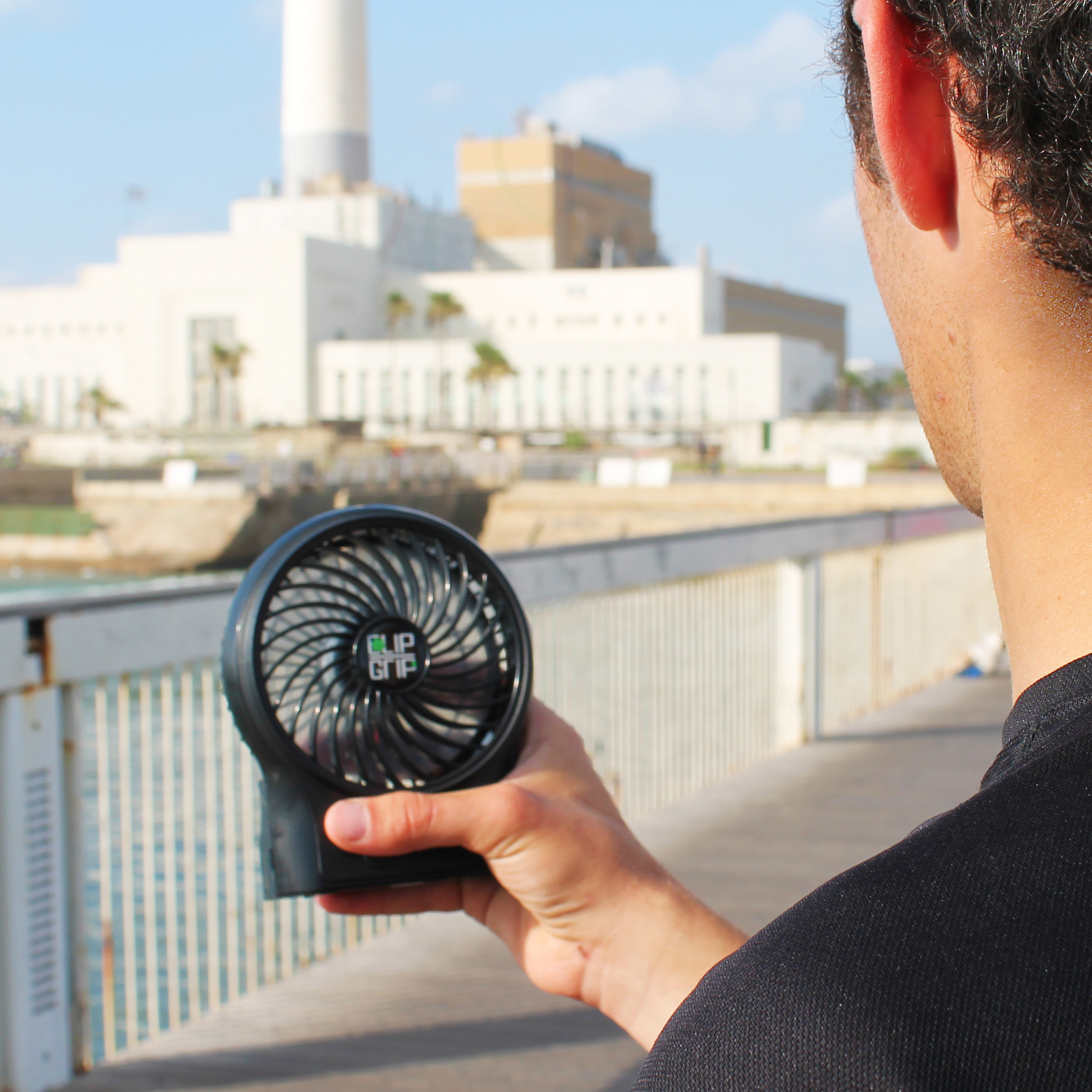

### موسیقی

#### کنسرت‌ها
تابستان هنگام اوج برگزاری کنسرت‌های موزیک در فضای باز است. جشنواره‌های موزیک با حضور خوانندگان و گروه‌های پرآوازه، از پاپ تا سنتی، در شهرهای گوناگون جهان برگزار شده‌اند. این رویدادها فرصتی برای لذت بردن از موسیقی زنده و دورهمی‌های شبانه فراهم می‌کنند. کنسرت‌های تابستانی بیشتر با نورپردازی و فضای شاد همراه هستند.

### رقص
رقص در تابستان به دلیل فضای باز و جشنواره‌های فرهنگی، بسیار رونق می‌گیرد. از رقص‌های درون‌مرزی کشورها مانند رقص‌های تاریخی تا رقص‌های مدرن در جشن‌ها و دورهمی‌ها اجرا می‌شوند. کلاس‌های رقص تابستانی نیز در میان جوانان و نوجوانان هواداران بسیاری دارند. این فعالیت به تقویت روحیه، اعتمادبه‌نفس و تناسب اندام آن‌ها کمک می‌کند.

#### توورک
توورک، سبک رقص مدرن با حرکات ریتمیک باسن، در تابستان در مهمانی‌ها و کلوپ‌ها پرهوادار است. این رقص که ریشه در فرهنگ هیپ‌هاپ دارد، انرژی و هیجان بسیاری به دورهمی‌ها می‌افزاید. کارگاه‌ها و کلاس‌های آموزشی توورک در تابستان به شکل پی‌درپی برگزار می‌شوند. این رقص به دلیل حرکات پرانرژی، برای ورزش و سرگرمی‌های تابستانی شخصی‌سازی می‌گردد.

### گیمینگ
تابستان به دلیل تعطیلات طولانی، فصل محبوبی برای گیمینگ است. گیمرها از وقت آزاد برای تجربه بازی‌های جدید، شرکت در تورنمنت‌های آنلاین و حضور در رویدادهای گیمینگ استفاده می‌کنند. کافه‌های بازی و جشنواره‌های ورزش الکترونیک در این فصل رونق می‌گیرند. بازی‌های چندنفره و واقعیت مجازی نیز به ایجاد ارتباطات اجتماعی و سرگرمی کمک می‌کنند. گیمینگ در تابستان فرصتی برای خلاقیت و رقابت فراهم می‌آورد.

## میوه‌ها
تابستان فصل گرماست؛ در تابستان میوه‌های متنوع‌تر و محبوب‌تری همانند گوجه سبز، انگور، زردآلو، هلو، شلیل، خربزه، هندوانه، آلبالو، گیلاس آلوچه، طالبی و بسیاری دیگر وجود دارد.